# کندال گرین، پومپانو بیچ، فلوریدا
کندال گرین (به انگلیسی: Kendall Green) یک منطقهٔ مسکونی در ایالات متحده آمریکا است که در شهرستان براوارد، فلوریدا واقع شده‌است. کندال گرین ۱٫۲ کیلومتر مربع مساحت و ۳٬۰۸۴ نفر جمعیت دارد و ۶ متر بالاتر از سطح دریا قرار دارد.